# 파이썬 콘퍼런스

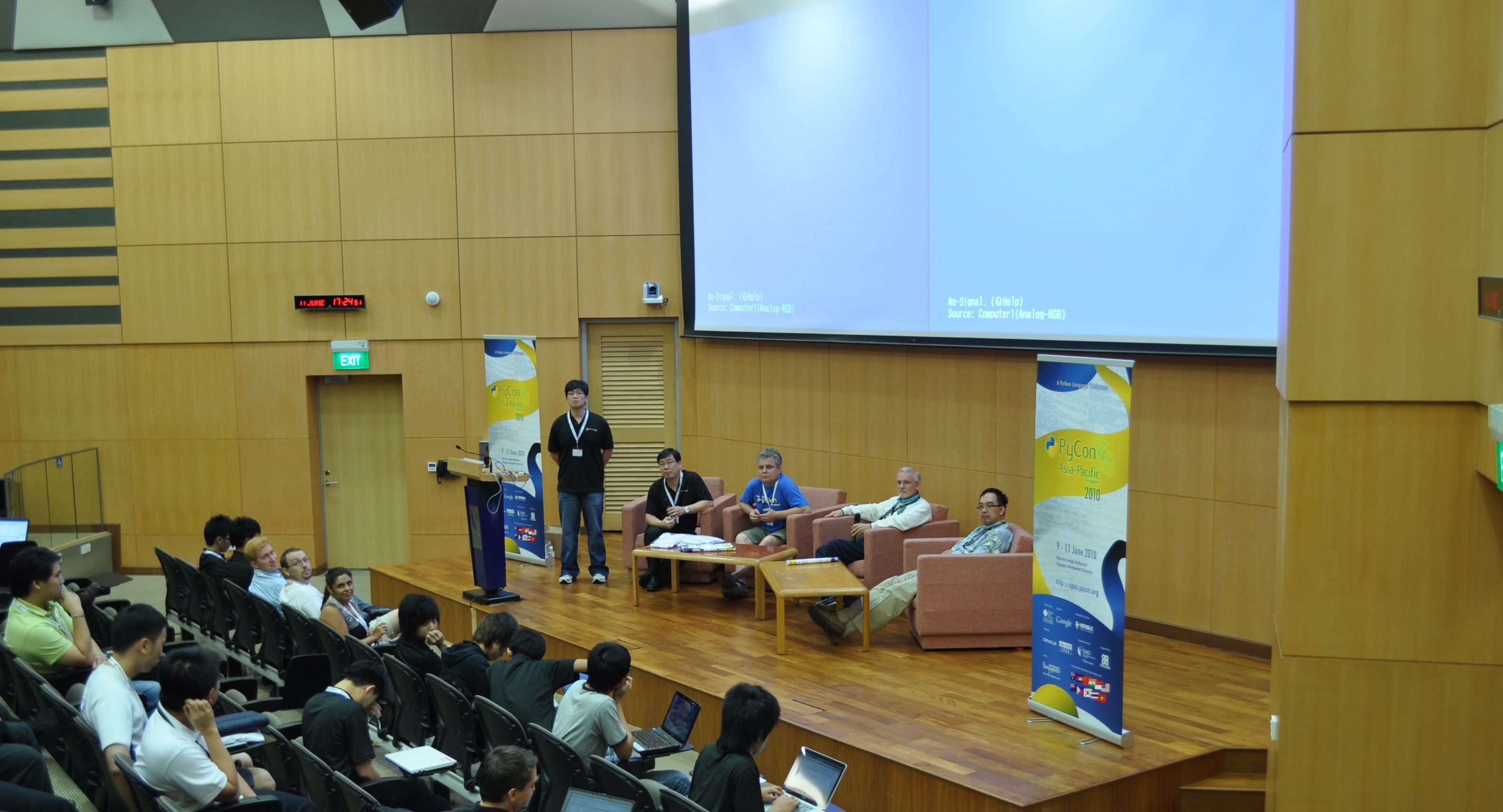
싱가포르 경영대학에서 열린 2010 PyCon 아시아 태평양 폐막 패널

파이썬 콘퍼런스 (약칭 PyCon , 파이콘 :564)는 파이썬 프로그래밍에 대한 토론과 홍보를 위한 가장 큰 연례 컨벤션이다. 미국에서 시작되었지만 다른 40개국 이상에서도 개최되고있다. 파이콘은 행동 강령을 최초로 만들고 적용한 컴퓨터 프로그래밍 컨벤션 중 하나이다. :565콘퍼런스에서는 튜토리얼, 시연 및 교육 세션이 개최된다.
PyCon 2020은 "2020년 [참석할] 최고의 소프트웨어 엔지니어링 컨퍼런스" 중 하나로 선정되었으며, "Python이 과학계와 빅데이터 분야에서 점점 더 대중화됨에 따라 PyCon의 영향력은 계속해서 커질 것이다." PyCon에는 귀도 반 로셈 (Python 언어의 저자)이 자주 참석한다. PyLadies 및 장고 걸스와 같은 다른 그룹은 종종 동시 세션을 갖는다.

파이썬 소프트웨어 재단에 의해 조직되었으며 마이크로소프트, 구글, 및 메타 플랫폼스를 비롯한 많은 기업들의 지원을 받고 있다.

## 개최지
공식 PyCon은  2003년부터 미국에서 매년 개최되고 있다.
| 년도   | 위치                                                                          | 참석자 수                                    |
| ------ | ----------------------------------------------------------------------------- | -------------------------------------------- |
| 2003년 | 워싱턴 DC                                                                     | 200                                          |
| 2004년 | 워싱턴 DC                                                                     | 300                                          |
| 2005년 | 워싱턴 DC                                                                     | 400                                          |
| 2006년 | 댈러스, 텍사스                                                                | 400                                          |
| 2007년 | 댈러스, 텍사스                                                                | 500                                          |
| 2008년 | 시카고, 일리노이                                                              | 1,000                                        |
| 2009년 | 시카고, 일리노이                                                              | 900                                          |
| 2010년 | 아틀란타, 조지아                                                              | 1,000                                        |
| 2011년 | 아틀란타, 조지아                                                              | 1,400                                        |
| 2012년 | 캘리포니아주 산타클라라                                                       | 2,300                                        |
| 2013년 | 캘리포니아주 산타클라라                                                       | 2,500                                        |
| 2014년 | 몬트리올, 퀘벡(캐나다)                                                        | 2,500                                        |
| 2015년 | 몬트리올, 퀘벡(캐나다)                                                        | 3,100                                        |
| 2016년 | 오리건주 포틀랜드                                                             | 3,294 (배지발행)                             |
| 2017년 | 오리건주 포틀랜드                                                             | 3,391 (뱃지 수령)                            |
| 2018   | 오하이오주 클리블랜드                                                         | 3,260명 (체크인한 사람 수)                   |
| 2019   | 오하이오주 클리블랜드                                                         | 3,393명 (체크인한 사람 수)                   |
| 2020   | 펜실베이니아주 피츠버그 가상( COVID-19 팬데믹으로 인해 온라인 전용으로 개최 ) |                                              |
| 2021   | 펜실베이니아주 피츠버그 가상( COVID-19 팬데믹으로 인해 온라인 전용으로 개최 ) | 2,650 온라인                                 |
| 2022년 | 솔트레이크시티, 유타                                                          | 오프라인 1,753명 + 온라인 669명 = 총 2,422명 |
| 2023년 | 솔트레이크시티, 유타                                                          | 오프라인 2,159명 + 온라인 491명 = 총 2,650명 |
| 2024년 | 펜실베이니아주 피츠버그(예정)                                                 |                                              |
| 2025년 | 펜실베이니아주 피츠버그(예정)                                                 |                                              |